# Station Opatovice nad Labem
Station Opatovice nad Labem is een spoorwegstation in Tsjechië, tussen Pardubice en Hradec Králové. Het station ligt bij het dorpje Pohřebačka in de gemeente Opatovice nad Labem. Station Opatovice nad Labem ligt aan lijn 031 van de České dráhy, die van Pardubice via Hradec Králové naar Jaroměř loopt.
Het station ligt vier kilometer ten noorden van station Čeperka. Aan de noordkant is station Hradec Králové hlavní nádraží, het hoofdstation van Hradec Králové, het eerstvolgende station. Dat station ligt zes kilometer naar het noorden.
Pardubice hlavní nádraží ↔ Pardubice-Rosice nad Labem ↔ Pardubice-Semtín ↔ Stéblová ↔ Čeperka ↔ Opatovice nad Labem ↔ Hradec Králové hlavní nádraží ↔ Předměřice nad Labem ↔ Lochenice ↔ Smiřice ↔ Černožice - Semonice ↔ Jaroměř